# Admetovis
Admetovis là một chi bướm đêm thuộc họ Noctuidae.

## Loài
- Admetovis oxymorus Grote, 1873
- Admetovis similaris Barnes, 1904